# Amanti (serie televisiva)
Amanti (Mistresses) è una serie televisiva britannica in 16 episodi trasmessi per la prima volta nel corso di 4 stagioni dal 2008 al 2010.
È una serie del genere drammatico che segue la vita di quattro amiche e il loro coinvolgimento in una serie di complesse relazioni sentimentali, oltre che con i problemi quotidiani.

## Trama
Katie, Trudi, Siobhan, e Jassica sono quattro donne sui trent'anni. Dopo essersi incontrate all'università si sono divise in favore di vite differenti: Katie è un medico ed ha una relazione con un paziente; Trudi ha perso il marito l'11 settembre; Jessica è la tipica single convinta; mentre Siobhan è un avvocato felicemente sposata.

## Personaggi e interpreti
- Dottoressa Katie Roden (stagioni 1-3), interpretata da Sarah Parish.
- Trudi Malloy (stagioni 1-3), interpretata da Sharon Small.
- Siobhan Dhillon (stagioni 1-3), interpretata da Orla Brady.
- Jessica (stagioni 1-3), interpretata da Shelley Conn.
- Dominic Montgomery (stagioni 1-3), interpretato da Adam Rayner.
- Gina Malloy (stagioni 1-3), interpretata da Flossie Ure.
- Richard (stagioni 1-3), interpretato da Patrick Baladi.
- Amy Dunlop (stagioni 1-3), interpretata da Lizzie Watkins.
- Simon Bennett (stagioni 1-3), interpretato da Adam Astill.
- Hari (stagioni 1-2), interpretato da Raza Jaffrey.
- Cathy (stagioni 1-2), interpretata da Joanna Wright.
- Duggan (stagioni 1-2), interpretato da Marc Danbury.
- Sam Grey (stagione 1), interpretato da Max Brown.
- Alex (stagione 1), interpretata da Anna Torv.
- Dottor Rob Carrington (stagione 1), interpretato da Chris Garner.
- Lisa (stagione 1), interpretata da Alys Thomas.
- Sally Moore (stagione 1), interpretata da Joanne McQuinn.
- Paul Jnr (stagione 1), interpretato da Thomas Cassidy.
- Jake Guliford (stagione 1), interpretato da Emrhys Cooper.
- Mark Hardy (stagioni 2-3), interpretato da Oliver Milburn.
- Jack Hudson (stagione 2), interpretato da Steven Brand.
- Dan Tate (stagione 2), interpretato da Mark Umbers.
- Lucas Adams (stagione 2), interpretato da Sean Francis.
- Tom McCormack (stagione 2), interpretato da Thomas Lockyer.
- Megan Hudson (stagione 2), interpretata da Natasha Little.
- Carrie (stagione 2), interpretata da Preeya Kalidas.
- Vicki Kendall (stagione 2), interpretata da Katie Jones.
- Vivienne Roden (stagione 3), interpretata da Joanna Lumley.
- Chris Webb (stagione 3), interpretato da Vincent Regan.
- Alice (stagione 3), interpretata da Alice Patten.
- Cathy Malloy (stagione 3), interpretata da Ella Peel.
- Elsa (stagione 3), interpretata da Charlie Jenkins.

## Produzione
La serie, ideata da Lowri Glain, S. J. Clarkson e Rachel Anthony, fu prodotta da BBC America e Ecosse Films e girata a Bristol in Inghilterra. Le musiche furono composte da Edmund Butt.

### Registi
Tra i registi sono accreditati:
- Peter Hoar in 4 episodi (2008-2009)
- Tim Fywell in 4 episodi (2010)
- S.J. Clarkson in 2 episodi (2008)
- Philip John in 2 episodi (2008)
- Francesca Joseph in 2 episodi (2009)
- Peter Lydon in 2 episodi (2009)

### Sceneggiatori
Tra gli sceneggiatori sono accreditati:
- Rachel Anthony in 16 episodi (2008-2010)
- S.J. Clarkson in 16 episodi (2008-2010)
- Lowri Glain in 16 episodi (2008-2010)
- Richard Warlow in 7 episodi (2008-2010)
- Muirinn Lane Kelly in 2 episodi (2009-2010)
- Harriet Warner in 2 episodi (2009)

## Distribuzione
La serie fu trasmessa nel Regno Unito dall'8 gennaio 2008 al 26 agosto 2010 sulla rete televisiva BBC One. In Italia è stata trasmessa dal 27 gennaio 2009 su Lei con il titolo Amanti.
Alcune delle uscite internazionali sono state:
- nel Regno Unito l'8 gennaio 2008 (Mistresses)
- in Estonia (Armukesed)
- in Germania (Mistresses - Aus Lust und Leidenschaft)
- in Ungheria (Szeretők)
- in Danimarca (Veninderne)
- in Italia (Amanti)

## Episodi
| Stagione         | Episodi | Prima TV Regno Unito |
| ---------------- | ------- | -------------------- |
| Prima stagione   | 6       | 2008                 |
| Seconda stagione | 6       | 2009                 |
| Terza stagione   | 4       | 2010                 |

## Remake
Nel 2009 Lifetime ha prodotto un episodio pilota intitolato Mistresses, ideato ed interpretato da Holly Marie Combs, per una serie televisiva, poi non prodotta, che sarebbe dovuta essere il remake di Amanti.
Per la stagione televisiva 2013 la ABC ha commissionato la serie Mistresses, con protagoniste Yunjin Kim, Rochelle Aytes e Alyssa Milano.